# Museo Arqueológico de Porcuna
El Museo Arqueológico de Porcuna, anteriormente llamado Museo Arqueológico de Obulco, es un museo situado en la localidad de Porcuna, en la provincia de Jaén, España. 
El museo ha tenido un largo proceso de creación. La Asociación de Amigos de Obulco y el Ayuntamiento de Porcuna promovieron la creación del museo en 1968. El Ministerio de Educación y Ciencia crea el Museo Arqueológico Municipal de Obulco en el Torreón de Boabdil mediante Orden de 14 de diciembre de 1976. Tras las obras de acondicionamiento del edificio, se inaugura el Museo el día 27 de diciembre de 1980, y en 1982, se declara el Torreón de Boabdil Monumento Histórico Artístico de carácter nacional. La construcción de la Torre de Boabdil se inició en 1411 y finalizó en 1435 y lo promovió Luis de Guzmán, Maestre de Calatrava, como parte de la fortaleza que circundaba la ciudad.
Los fondos expuestos del museo se distribuyen en dos plantas del Torreón de Boabdil, la primera destinada a las colecciones de prehistoria y mundo íbero, y la segunda a la cultura hispano-romana. La terraza alberga una sala dedicada a los yacimientos y la localización de monumentos. En 1998 se crean dos nuevas salas, una en el Patio de Cristales del ayuntamiento, antiguo Pósito Real del siglo XVIII, dedicada a fotografías antiguas y a la interpretación arqueológica, y otra en el Parque Arqueológico de Cerrillo Blanco que permite interpretar este yacimiento.
Además de Cerrillo Blanco, donde fue encontrado un grupo escultórico ibérico del siglo V a. C. expuesto en el Museo de Jaén, el museo gestiona otros los restos fortificados prehistóricos del yacimiento de Los Alcores (III-I milenio) y el yacimiento de Obulco, con casas romanas del siglo I.

## Fuente
- Boletín Oficial de la Junta de Andalucía: ORDEN de 7 de febrero de 2000, por la que se acuerda la inscripción del Museo Arqueológico Municipal de Obulco, en Porcuna (Jaén), en el Registro de Museos de Andalucía.